# クラギ
クラギ株式会社（くらぎ、KURAGI Co.,Ltd. ）は、三重県を中心に「農業屋」などの店舗を展開する会社である。本社は三重県松阪市。

## 概要
日本初の農業用品専門店として、1603年に創業。現在でも農業分野に特化した企業は、全国的に珍しい。
- 本社：〒515-0818三重県松阪市川井町花田539（物流センターを兼ねる）
- 売上高：42億円（2009年実績）
- 社章：双葉を円で囲み、中央にKURAGIの文字を置いたものである。

## 沿革

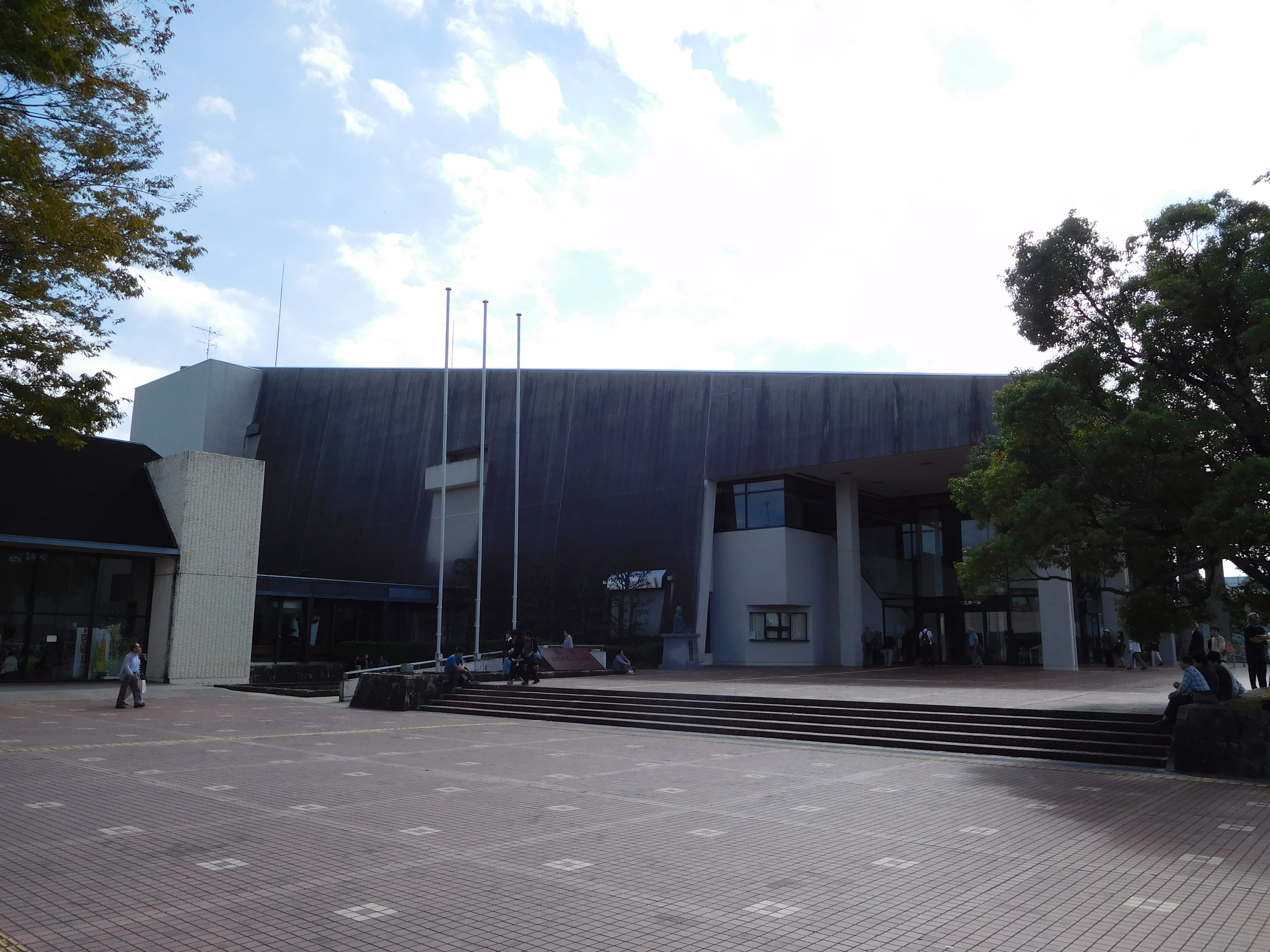
クラギ文化ホール

- 1603年（慶長8年）9月 - 松坂新町にて「倉田儀八商店」として創業。
- 1911年（明治44年） - 倉儀種苗店に屋号を変更。
- 1934年（昭和9年） - クラギ種苗店に変更。
- 1948年（昭和23年） - 資本金200万円でクラギ種苗株式会社設立。
- 1961年（昭和36年）12月 - 現在のクラギ株式会社に社名変更。資本金を1000万円に増資。
- 1964年（昭和39年） - 松阪市新町にガーデンショップクラギを開店。
- 1970年（昭和45年） - 本社を松阪市殿町に移転。
- 1982年（昭和57年）4月  - 初の農業屋名義の店舗「農業屋三雲店」を一志郡三雲村（現在、松阪市）に開店。
- 1989年（平成元年） - 初の三重県外店舗、「農業屋渥美店」を愛知県渥美郡渥美町（現在の田原市）に設立。
- 1992年（平成4年）4月 - 一志郡嬉野町（現、松阪市）に「嬉野研究農場」設立。
  - 12月 - 本社を松阪市川井町に移転。
- 2005年（平成17年） - インターネットによる通信販売を開始。
- 2006年（平成18年） - 農家の産直市場みのり事業を開始
- 2008年（平成20年） - 農業生産法人農業屋ファーム株式会社の設立
- 2010年（平成22年） - 農業屋37店目農業屋芸濃店を三重県に開店。
- 2013年（平成25年）5月1日 - 松阪市民文化会館および松阪コミュニティ文化センターの命名権（ネーミングライツ）を取得、それぞれ「クラギ文化ホール」、「農業屋コミュニティ文化センター」と名付ける[2]。

## 主な事業
- 「農業屋」 - 種苗・農業・家庭菜園・園芸用品を取り扱う。ひよこのマークが特徴。
- 「農家の産直市場みのり」 - 野菜の直売店。
- 農業コンサルティング - 農家各戸を回り、直接助言・指導・提案を行う。
- 農業機械の修理、メンテナンス、買い取り、中古リサイクル販売。
- 三重嬉野農場 - 苗の生産。
- 農業屋ドットコム - インターネットでの通信販売。

## 店舗

### 農業屋

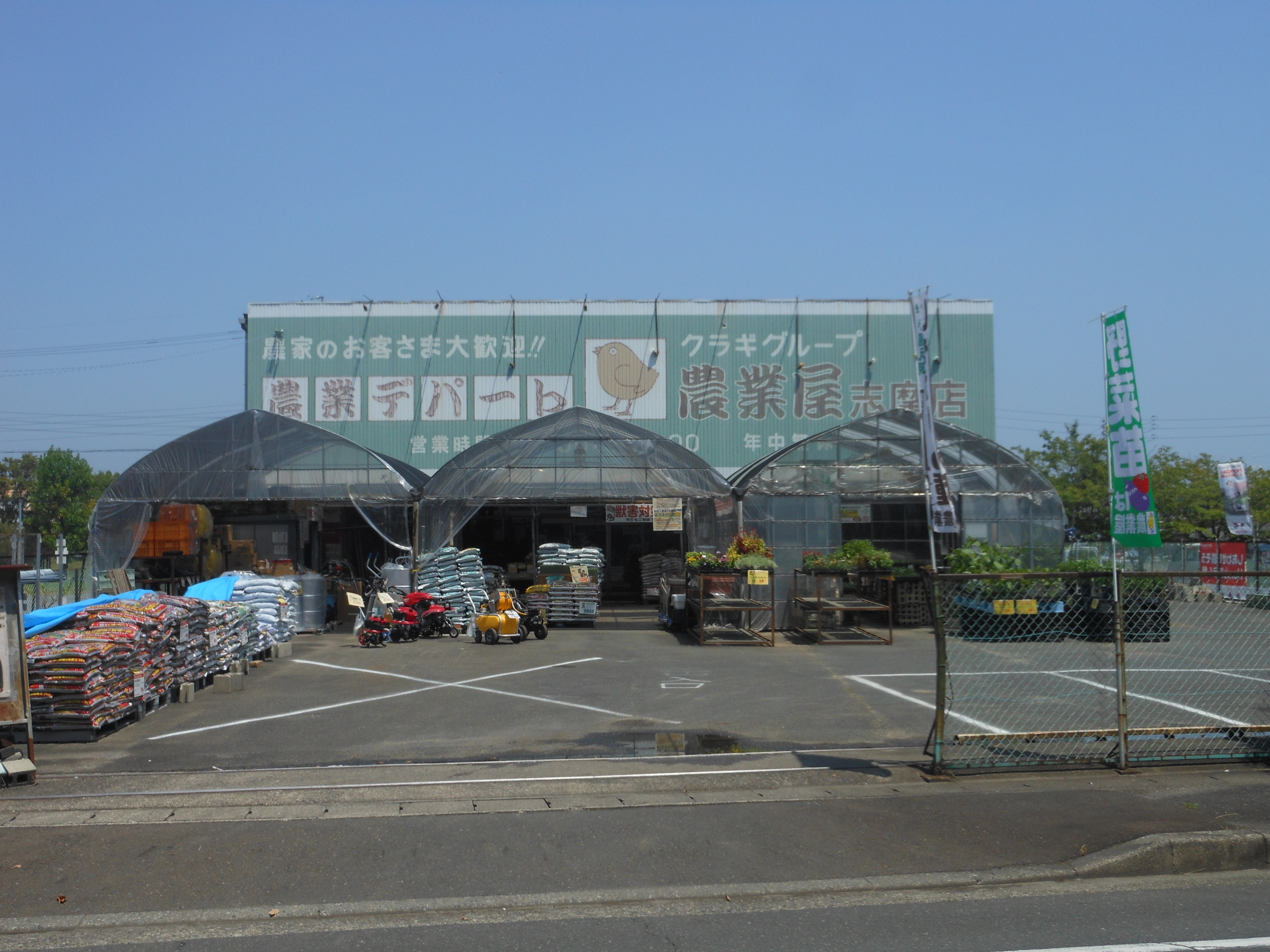
店舗の例（志摩店）

#### 三重県
- 松阪市 - 松阪店、三雲店、松阪インター店
- 伊勢市 - 伊勢店、藤里店
- 津市 - 津北店、久居店、芸濃店
- 四日市市 - 四日市店
- 鈴鹿市 - 鈴鹿店
- 志摩市 - 志摩店
- いなべ市 - 員弁店
- 伊賀市 - 伊賀上野店
- 多気郡多気町 - 大台店
- 三重郡菰野町 - 菰野店

#### 愛知県
- 田原市 - 渥美店
- 豊橋市 - 豊橋店
- 豊川市 - 豊川店
- 西尾市 - 西尾店
- 岡崎市 - 岡崎店
- 東海市 - 東海店
- 稲沢市 - 尾張店
- 一宮市 - 一宮千秋店
- みよし市 - 三好店
- 豊田市 - 豊田店
- 春日井市 - 春日井店

#### 滋賀県
- 東近江市 - 八日市店
- 野洲市 - 野洲店

#### 岐阜県
- 本巣市 - 真正店
- 美濃加茂市 - 美濃加茂店

#### 奈良県
- 桜井市 - 桜井店
- 御所市 - 御所店
- 天理市 - 天理店
- 磯城郡田原本町 - 田原本店
- 吉野郡大淀町 - 大淀店

#### 和歌山県
- 岩出市 - 岩出店
- 御坊市 - 御坊店
- 橋本市 - 橋本店
- 和歌山市 - 和歌山店
- 伊都郡かつらぎ町 - かつらぎ店

#### 兵庫県
- 三田市 - 三田店
- 稲美町 - 稲美店
- たつの市 - たつの店
- 南あわじ市 - 南あわじ店

### 農家の産直市場みのり
- 三重県松阪市に松阪インター店、津市に久居店、和歌山県和歌山市に和歌山店、愛知県一宮市に一宮千秋店の4店舗がある。

## 特色
単なる農業関連商品の販売にとどまらず、「お客様と名前で呼び合う関係」を構築している。経営面では若手社員を積極的に店長や幹部に抜擢している。またすべての部署に女性がおり、管理職に就く女性も多く、店舗では女性のパートタイマーが活躍するなど、女性の雇用・登用に熱心である。
地域貢献活動として、松阪市社会福祉協議会へ夏に渥美メロン、秋にさわ餅、冬に田舎あられを贈っている。

## 参考資料・外部リンク
公式ウェブサイト